# Onça de Pitangui
Onça de Pitangui es un municipio brasilero del estado de Minas Gerais. Su población estimada en 2004 era de 2.966 habitantes.